# Masainas
Masainas település Olaszországban, Szardínia régióban, Carbonia-Iglesias megyében. Lakosainak száma 1226 fő (2023. január 1.). Masainas Piscinas, Sant’Anna Arresi, Giba és Teulada községekkel határos.

## Népesség
A település lakossága az elmúlt években az alábbi módon változott:
| Lakosok száma | 1308 | 1288 | 1226 |
|               | 2017 | 2018 | 2023 |